# کلپاچو
کلپاچو (به لهستانی:  Klepaczew) یک روستا در لهستان است که در گمینا سارناکی واقع شده‌است. کلپاچو  ۱۱۶ نفر جمعیت دارد.